# Revolver (canción)
«Revolver» es una canción de la artista estadounidense Madonna, extraída de su cuarto álbum recopilatorio de grandes éxitos Celebration y que incluye una participación del rapero Lil Wayne. Madonna, Carlos Battey, Steven Battey, Dwayne Carter, Justin Franks y Brandon Kitchen la compusieron, mientras que la cantante y DJ Frank E se encargaron de su producción. El tema apareció en Internet antes de la publicación oficial del álbum y en diciembre de 2009 la representante de la artista confirmó que sería uno de sus sencillos, junto con «Celebration». Además, se pusieron en venta una serie de CD de remezclas en enero de dicho año en los Estados Unidos y Europa. Sin embargo, la versión presente en el álbum no figuró en ninguna de las ediciones del sencillo y algunas versiones están acreditadas a «Madonna vs. David Guetta». «Revolver» fue el último sencillo que Madonna publicó con Warner Bros Records, la discográfica con la que trabajó durante veintisiete años.
La canción pertenece al género electropop. Madonna la canta enteramente, aunque hacia al final puede escucharse a Lil Wayne. Su letra tiene referencias al amor y a las armas. La crítica musical recibió el tema con opiniones polarizadas; algunos elogiaron el verso del estribillo My love's a revolver («Mi amor es un revólver»), mientras que otros la consideraron poco atrapante y sin comparación con las canciones anteriores de la artista. «Revolver» llegó a posiciones muy bajas en las listas oficiales de países como Bélgica, Canadá, Finlandia y el Reino Unido, aunque alcanzó el cuarto lugar de la lista estadounidense Billboard Hot Dance Club Songs. Fue además el último sencillo de Madonna de la década de 2000. La remezcla «One Love Club» del tema, de David Guetta y Afrojack, ganó un premio en la categoría de mejor grabación remezclada no clásica en la edición de 2010 de los premios Grammy. Asimismo, Madonna la interpretó en la gira The MDNA Tour como parte del programa. En la actuación, realizaba coreografías con un rifle Kalashnikov y a su vez, Lil Wayne aparecía en las pantallas utilizadas como escenografía.

## Antecedentes y composición

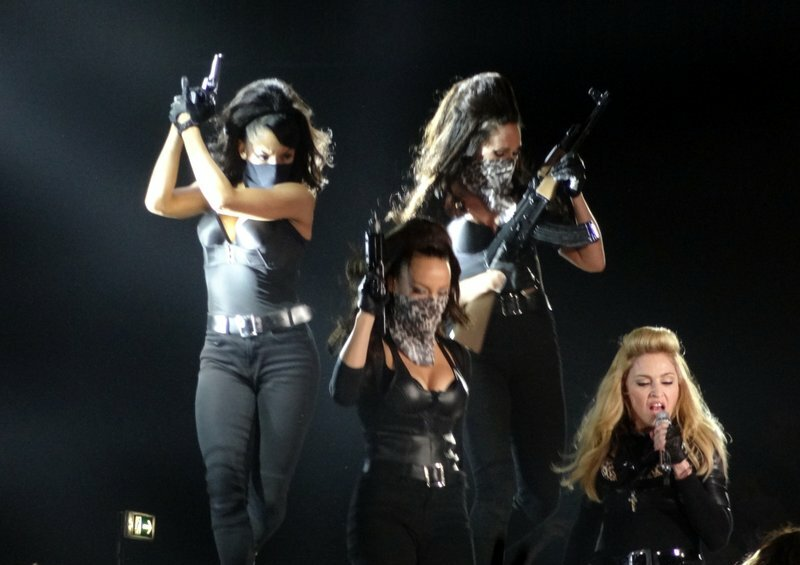
Madonna y sus bailarinas interpretando «Revolver» en la gira The MDNA Tour.

En marzo de 2009 Liz Rosenberg, representante de Madonna, confirmó que la artista planeaba lanzar un álbum de grandes éxitos hacia el otoño de 2009. Además, comentó que también pensaba ir al estudio a grabar material nuevo para el álbum. Posteriormente, el mánager de Madonna, Guy Oseary, pidió a los fanes de la artista ideas para la lista de canciones para el compilado, a través de su cuenta de Twitter. Se confirmó luego que la cantante compuso tres temas nuevos para el disco, de las cuales Paul Oakenford produjo dos. Warner Bros. Records anunció a través del sitio web oficial de Madonna que el título del trabajo sería Celebration. También afirmó allí que la última canción sería «Revolver», una colaboración con Lil Wayne cuyo demo ya podía encontrarse en Internet, junto con la canción homónima al álbum. Antes de que se publicara el disco el 29 de septiembre de 2009, la versión original de «Revolver» figuraba en Internet, aunque su demo ya había aparecido en mayo. En diciembre de 2009, la revista NME confirmó que «Revolver» sería el segundo sencillo del álbum. Warner Bros. Records puso a la venta el tema en formato digital en el Reino Unido el 14 de diciembre de 2009. Paralelamente, se lanzó un maxisencillo del mismo tipo en todo el mundo el 29 de diciembre, que contiene remezclas de David Guetta y Afrojack, así como de Paul van Dyk y Tracy Young. Según el sitio Allmusic, el lanzamiento tuvo como finalidad atraer atención a Celebration.
Madonna, Carlos Battey, Steven Battey, Lil Wayne, Justin Franks y Brandon Kitchen compusieron «Revolver» y la cantante, junto a DJ Frank E, se encargó de la producción. Demacio Castellon realizó la mezcla, mientras que la edición con Pro Tools estuvo a cargo de Ron Taylor, de Warner Bros. Records. En el estribillo, la artista canta los versos My love's a revolver, my sex is a killer, do you wanna die happy? («Mi amor es un revólver, mi sexo es asesino, ¿quieres morir feliz?»). Wayne canta una estrofa hacia el final, que contiene versos con referencias a municiones. En su parte se ha utilizado el programa Auto-Tune. Según el Houston Chronicle, el tema pertenece al género del electropop por su estilo. Jon Pareles de The New York Times comentó que Madonna canta sobre «el sexo como un arma» en «Revolver». El sitio web Pretty Much Amazing mencionó que se parece mucho a «Radar», aunque también destacó que Madonna no podría haberla hecho sin Wayne. La canción se encuentra en un compás de cuatro por cuatro y se toca a un tempo moderado de 120 pulsaciones por minuto. Según la partitura publicada en Musicnotes.com, está en la tonalidad de si♭ menor y el registro vocal de Madonna abarca desde la nota la♭3 a mi♭5. «Revolver» tiene como progresión armónica básica a la secuencia si♭ menor-re♭-la♭-si♭ menor-re♭-la♭.

## Recepción de la crítica
«Revolver» recibió críticas polarizadas de numerosos medios. Shaheem Reid de MTV llamó al tema «una cancioncita dulce» y comentó: «El disparaversos invitado, Weezy F. Baby (Lil Wayne), aparece después y se da un montón de palmaditas en la espalda en lo que concierne a las mujeres». James Montgomery, del mismo sitio, afirmó que la canción «apunta a otras cosas» más que al regreso de Madonna a su «época dark». Sobre la versión original de «Revolver» que se filtró en Internet, Daniel Kreps, de la revista Rolling Stone, afirmó que «esta versión mejorada, con sus sintetizadores de sirena, es más adecuada para la reina del pop». También la consideró la canción de amor más violenta de la historia. Rob Sheffield, de la misma publicación, comentó que «el genio creador de éxitos [de Madonna] es inigualable y —con la nueva explosión de europop [de] Celebration y el dúo con Lil Wayne "Revolver"— no ha disminuido». Joseph Brannigan Lynch de Entertainment Weekly se desilusionó con el tema y lo consideró poco atrapante. Añadió: «Todo aquel que esperaba que esta colaboración con Wayne significara una nueva dirección para Madonna se desilusionará. "Revolver" es la típica música de fondo del top 40, más del mismo R&B electrónico que estuvo probando en Hard Candy. [...] No es en sí malo, pero es seguro que no acabará en el próximo álbum de grandes éxitos que lance dentro de diez años». De todas maneras, el crítico elogió el estribillo e hizo referencia al «infalible talento [de Madonna] para escribir una letra encantadoramente frívola». En su reseña del álbum, Leah Greenblatt, de la misma página web, consideró la canción «arrolladora en las pistas de baile [y] llena de efectos de sonido» y afirmó que el estribillo es «una insinuación retórica». Mark Deming de Allmusic la consideró «un éxito». El sitio Pretty Much Amazing comentó que «con "Revolver", Su Majestad completa el círculo y absorbe la vida del pop moderno tal como lo conocemos» y concluyó que «es un buen tema», pese a su similitud con «Radar».
Bill Lamb del sitio web About.com, en su reseña de Celebration, afirmó que la canción «parece ser más bien un esfuerzo para ser actual y de esta época». Joey Guerra de Houston Chronicle afirmó que el tema es «más bien de relleno que verdaderamente fascinante». Douglas Wolk de Pitchfork Media comentó que la presencia de «Revolver» en el álbum recopilatorio Celebration era mediocre en comparación con los anteriores temas relacionados con el sexo de Madonna, como «Justify My Love» o «Erotica». Eric Henderson de Slant Magazine comentó que la canción era una colaboración chapucera. Sarah Crompton de The Daily Telegraph mencionó que «Revolver» muestra más el talento de Lil Wayne como cantante que el de Madonna. El sitio de críticas Jeneisapop.com comentó que la canción es la más «recomendable» entre los temas «nuevos» del disco, y mencionó también que allí «Madonna recupera cierta asociación entre violencia y sexo, que no aparecía en sus discos desde 1995». Además, llamó a Wayne «el nuevo rey del pop rapero americano». Mientras que David Lastra de la revista chilena POTQ mencionó que «"Revolver" es un tema callejero, en la óptica del Hard Candy, que no termina de cuajar. Será porque Lil Wayne no tiene la calidad de Kanye West o Pharrell Williams. ¿Reina del pop o slut sin corazón? Seguramente, las dos». Por su parte, el blogger Perez Hilton afirmó que «"Revolver" sigue en la línea de Hard Candy en lugar del dance exquisito de "Celebration". Sin embargo, la nueva canción simplemente no funciona. Carece de originalidad. Sin inspiración —¡y ni siquiera Madonna parece ella misma!». Perez dijo que «amamos a Madonna, pero "Revolver" apesta, de hecho». El periódico puertorriqueño Primera Hora incluyó al tema en su lista de las diez peores canciones de Madonna. La remezcla «One Love Club» del tema, realizada por David Guetta, ganó un premio Grammy en la categoría de mejor grabación remezclada no clásica en la ceremonia de 2010.

## Recibimiento comercial
En la edición de Billboard del 16 de enero de 2010, «Revolver» figuró en el lugar 47 y fue la canción en debutar en el puesto más alto en dicho número de la revista. Debutó entre los veinte primeros lugares de la lista oficial de Finlandia, en el 19 y, dos semanas después, estuvo en el 18. En el Reino Unido, ingresó en el número 188 de la UK Singles Chart, pero tras un par de semanas, subió al 130. La remezcla «One Love» de Guetta debutó en la lista de la región belga de Flandes en el puesto 37. Tras un par de semanas, llegó al 26 en las listas de Flandes y al 25 en las de Valonia. La canción ingresó en la posición 41 de la lista Billboard's Hot Dance Club Songs el 16 de enero de 2010 y fue el tema que debutó en el puesto más alto de esa edición de la lista. Tiempo después, llegó hasta el cuarto lugar y permaneció allí dos semanas en total. En Italia debutó en el 16 de la lista oficial del país. También ingresó en las listas de Irlanda, en el puesto 41. En España, estuvo sólo una semana en las listas, en el número 39. En la República Checa, «Revolver» debutó en el puesto 66 y llegó al número 22 al cabo de siete semanas. En Italia, la canción recibió un disco de oro otorgado por la FIMI debido a la venta de 15 000 unidades, mientras que en Argentina, recibió uno de platino, entregado por la CAPIF.

## Presentación en directo
Madonna cantó «Revolver» en su gira The MDNA Tour como parte del programa. Estaba dentro del segmento Transgression («transgresión») y era la segunda canción de cada concierto. En las interpretaciones, realizaba una coreografía sosteniendo un rifle Kalashnikov, un tipo de arma común entre muchos rebeldes, mientras que uno de sus bailarines portaba un uzi israelí. A su vez, se usaron imágenes de Wayne en las pantallas. Según palabras del diario argentino Clarín, «se viste de una pistolera al mejor estilo de la película Kill Bill» para la interpretación. La Nación mencionó que con esta canción comenzaba el segmento «gángster» de los conciertos, en el que Madonna y cuatro bailarinas participaban en una pelea y se disparaban balas, tras lo cual la artista se dirigía al «Paradise Motel» para cantar «Gang Bang», precedida por «Papa Don't Preach». Durante su interpretación del tema en Phoenix apuntó a la cara de sus fanes con su pistola, mientras que en su concierto en Miami, asesinaba a sus bailarines enmascarados. Según Jane Stevenson, del sitio canadiense Jam!, «Madonna [...] realmente nos atrapa [con "Revolver"] dado que ella y sus bailarines llevan armas». El vestuario de la cantante durante la actuación consistía en un traje negro ajustado con un escote amplio, guantes del mismo color y botas de tacón. La artista también afirmó que subastaría todas las prendas que usó para la gira, contando este traje, para ayudar a las víctimas del Huracán Sandy.
Esta interpretación, junto con la de «Gang Bang», en la que se muestra a Madonna en una habitación de un motel matando a sus enemigos con una pistola y se ve sangre en la pantalla, no estuvo exenta de polémica. Tras su presentación en Colorado, se generó una ola de controversias por el uso de armas falsas, dado que el público estaba sensibilizado por la Masacre de Aurora, ocurrida en el estreno de The Dark Knight Rises. Peter Burns, un locutor de radio de la región, comentó a The Hollywood Reporter que «se veía a la gente mirándose entre sí. Escuché las palabras "Colorado", "Aurora", "disparos"; se escuchaba a la gente hablando de eso y era un poco perturbador. Vi a dos o tres personas levantarse, tomar sus cosas y marcharse de sus asientos». Ray Mark Rinaldi, del sitio web Reverb, comentó que «Madonna bailó con pistolas y disparó a los malos en "Revolver". Fue una escena sangrienta, particularmente de mal gusto en Colorado en estos días, pero todo en chiste; si la gente se molestó, se suponía que lo harían». Daniel Brokman del periódico The Phoenix comentó sobre aquel momento: «Digamos que Madonna llevó a la multitud a un lugar oscuro que pocos esperaban unos minutos antes de la reina del pop de los 80». En la reseña de TwinCities.com sobre el concierto, Ross Raihala mencionó que hubo «oscuridad en la primera parte del espectáculo» debido a las presentaciones de «Revolver» y «Gang Bang». Por su parte, Madonna comentó al respecto en una carta publicada en Billboard: «No condeno la violencia o el uso de armas. [Creo que] son símbolos de querer ser más fuerte y encontrar la forma de acabar con sentimientos que considero dolorosos y dañinos. En mi caso, quiero acabar con las mentiras y la hipocresía de la Iglesia, la intolerancia de muchas culturas y sociedades estrechas de miras que conocí a lo largo de mi vida y en algunos casos, el dolor que sentí por tener el corazón roto».

## Formatos y remezclas
| Descarga digital de dos pistas de iTunes Store |                                                      |          |  |
| N.º                                            | Título                                               | Duración |  |
| 1.                                             | «Revolver» (Madonna vs. David Guetta One Love Remix) | 2:59     |  |
| 2.                                             | «Celebration» (con Akon)                             | 3:55     |  |
| 6:53                                           |                                                      |          |  |

| Maxisencillo en CD (Europa, Estados Unidos y Argentina) |                                                                        |          |  |
| N.º                                                     | Título                                                                 | Duración |  |
| 1.                                                      | «Revolver» (Madonna vs. David Guetta One Love Version) (con Lil Wayne) | 3:16     |  |
| 2.                                                      | «Revolver» (Madonna vs. David Guetta One Love Version)                 | 2:59     |  |
| 3.                                                      | «Revolver» (Madonna vs. David Guetta One Love Remix)                   | 4:31     |  |
| 4.                                                      | «Revolver» (Paul van Dyk Remix)                                        | 8:35     |  |
| 5.                                                      | «Revolver» (Paul van Dyk Dub)                                          | 8:35     |  |
| 6.                                                      | «Revolver» (Tracy Young's Shoot to Kill Remix)                         | 9:24     |  |
| 7.                                                      | «Celebration» (con Akon)                                               | 3:55     |  |
| 8.                                                      | «Celebration» (Felguk Love Remix)                                      | 6:37     |  |

| Maxisencillo de 12" (Unión Europea y Estados Unidos) |                                                           |          |  |
| N.º                                                  | Título                                                    | Duración |  |
| 1.                                                   | «Revolver» (Madonna vs. David Guetta One Love Club Remix) | 4:31     |  |
| 2.                                                   | «Revolver» (Paul van Dyk Remix)                           | 8:35     |  |
| 3.                                                   | «Revolver» (Tracy Young's Shoot to Kill Remix)            | 9:24     |  |
| 4.                                                   | «Revolver» (Paul van Dyk Dub)                             | 8:35     |  |
| 5.                                                   | «Revolver» (Madonna vs. David Guetta One Love Remix)      | 8:35     |  |
| 6.                                                   | «Celebration» (con Akon)                                  | 3:55     |  |
| 7.                                                   | «Celebration» (Felguk Love Remix)                         | 6:37     |  |

## Créditos
- Madonna: composición, voz y producción
- Lil Wayne: composición y voz
- DJ Frank E: composición y producción
- Carlos Battey: composición
- Steven Battey: composición
- Brandon Kitchen: composición
- Demacio Castellon: mezcla
- Ron Taylor: edición con Pro Tools
- David Guetta y Afrojack: remezclas
- Paul Van Dyk: remezclas y producción adicional
- Tracy Young: remezclas y producción original
- Akon: remezclas y voz («Celebration» con Akon)
- Felguk: remezclas y producción adicional

Fuentes: Créditos del álbum Celebration y del maxisencillo en CD de la canción.

## Posiciones en las listas
| Lista (2009-2010)             | Posición más alta |
| ----------------------------- | ----------------- |
| Bélgica (Flandes)             | 21                |
| Bélgica (Valonia)             | 12                |
| Canadá                        | 47                |
| República Checa               | 22                |
| Dinamarca                     | 30                |
| Francia                       | 25                |
| Finlandia                     | 6                 |
| Irlanda                       | 41                |
| Italia                        | 16                |
| España                        | 39                |
| Reino Unido                   | 130               |
| BillboardHot Dance Club Songs | 4                 |

| Lista (2010) | Posición |
| ------------ | -------- |
| Italia       | 54       |

| País      | Certificación |
| --------- | ------------- |
| Italia    | Oro           |
| Argentina | Platino       |

## Lanzamiento
| Región         | Fecha                   | Formato          | Discográfica |
| -------------- | ----------------------- | ---------------- | ------------ |
| Reino Unido    | 14 de diciembre de 2009 | Descarga digital | Warner Bros. |
| Europa         | 29 de diciembre de 2009 | Descarga digital | Warner Bros. |
| Estados Unidos | 29 de diciembre de 2009 | Descarga digital | Warner Bros. |
| Australia      | 29 de diciembre de 2009 | Descarga digital | Warner Bros. |
| Europa         | 22 de enero de 2010     | Sencillo en CD   | Warner Bros. |
| Estados Unidos | 26 de enero de 2010     | Sencillo en CD   | Warner Bros. |
| Europa         | 5 de febrero de 2010    | 12"              | Warner Bros. |
| Estados Unidos | 9 de febrero de 2010    | 12"              | Warner Bros. |